# Ivar Grünthal
Ivar Grünthal (* 8. Juni 1924 in Tartu, Estland; † 14. Februar 1996 in Göteborg, Schweden) war ein estnischer Schriftsteller, Lyriker und Exilpolitiker.

## Frühe Jahre
Ivar Grünthal wurde als Sohn von Timotheus Grünthal geboren, der Richter am Estnischen Staatsgerichtshof in Tartu war. Die Familie stammte ursprünglich von der Insel Hiiumaa. Ivar Grünthal legte sein Abitur am renommierten Hugo-Treffner-Gymnasium in Tartu ab. Er debütierte bereits 1939 als Lyriker in Schülerzeitschriften.

## Exil
Ivar Grünthal studierte zunächst Medizin an der Universität Tartu, doch der Zweite Weltkrieg unterbrach sein Studium. Ivar Grünthal floh während der deutschen Besetzung Estlands 1943 nach Finnland. Er kämpfte dort in der finnischen Armee gegen die Sowjetunion. Im September 1944 ging er ins Exil nach Schweden. Nach dem Abschluss seines Medizinstudiums an der Universität Lund war er als Arzt in Visby (1952–1958) und in Göteborg tätig. Grünthal war auch Mitglied der estnischen Exilregierung.

## Literat
Ivar Grünthal wurde in Schweden einer der bedeutendsten Exilliteraten Estlands. 1957 gründete er die Zeitschrift Mana, die er bis 1965 leitete. Sein Anliegen war es, die Kontakte zwischen der Literatur der Estnischen Sozialistischen Sowjetrepublik und der exilestnischen Literaturszene nicht abreißen zu lassen. Daneben war er als Übersetzer estnischer Literatur ins Schwedische tätig. Unter anderem übersetzte er die Gedichte von Marie Under.
Die Lyrik Ivar Grünthals hat starke erotische Töne und ist von einer kraftvollen Männlichkeit geprägt. Seine Beschreibung des menschlichen Körpers und sein Einfühlungsvermögen in die menschliche Physiologie ist durch seine medizinische Erfahrung beeinflusst.

## Werke
- Gedichtsammlungen
  - „Uni lahtiste silmadega“ (Göteborg/Toronto, 1951)
  - „Müüdid mülka põhja kadunud maast“ (Stockholm, 1953)
  - „Must pühapäev“ (Stockholm, 1954)
  - ""Meri" (Stockholm, 1958)
  - „Lumi ja lubi“ (Stockholm, 1960)
  - „Mõõt on täis“ (Stockholm, 1964)

- Versromane
  - „Peetri kiriku kellad“ (Göteborg, 1962)
  - „Laulu võim“, veröffentlicht in der Zeitschrift Mana, 1966–1986, Nr. 31, 43–52 und 54–55

- Literaturkritiken und Essays
  - „Müütide maagia“. Hrsg. von Mall Jõgi. Tartu 2001 (= Eesti mõttelugu 40)

- Übersetzungen
  - Poèmes – Gedichte – Dikter. Übersetzt von Ilmar Laaban. Stockholm: Kirjastus Vaba Eesti 1964. 31 S. (enthält drei Gedichte auf Deutsch)